# 薛嵩墓
薛嵩墓，位于山西省运城市夏县水头镇大张村北300米，是中华人民共和国全国重点文物保护单位之一。
1965年5月24日，公布为山西省文物保护单位，编号1-57。2013年5月公布为全国重点文物保护单位，是一座古墓葬，为薛嵩的墓穴。